# Hannes Wilksch
Hannes Wilksch (Strausberg, 30 oktober 2001) is een Duits wielrenner die vanaf 2023 voor Tudor Pro Cycling Team uitkomt.

## Overwinningen
2019
3e (deel B, TTT) LVM Saarland Trofeo
Eindklassement LVM Saarland Trofeo
2022
Bergklassement Tour de l'Ain

## Resultaten in voornaamste wedstrijden
|      | \| Jaar \| Amstel Gold Race \| Luik-Bast.‑Luik \| Ronde van Lombardije \| Strade Bianche \| Waalse Pijl \| \| ---- \| ---------------- \| --------------- \| -------------------- \| -------------- \| ----------- \| \| 2023 \| \| \| 120e \| \| \| \| 2024 \| \| \| 91e \| 96e \| \| \| 2025 \| opgave \| 103e \| \| 94e \| 105e \| |                 |                      |                |             |
| Jaar | Amstel Gold Race | Luik-Bast.‑Luik | Ronde van Lombardije | Strade Bianche | Waalse Pijl |
| 2023 | |                 | 120e                 |                |             |
| 2024 | |                 | 91e                  | 96e            |             |
| 2025 | opgave | 103e            |                      | 94e            | 105e        |

## Ploegen
- 2020 –  Development Team Sunweb
- 2021 –  Development Team DSM
- 2022 –  Development Team DSM
- 2023 –  Tudor Pro Cycling Team
- 2024 –  Tudor Pro Cycling Team
- 2025 –  Tudor Pro Cycling Team

Bohli · Brun · Charrin · de Kleijn · J. Eriksson · L. Eriksson · Froidevaux · Heming · Kamp · Kelemen · Kluckers · Kolze Changizi · Pellaud · Pluimers · Reichenbach · Suter · Thalmann · Voisard · Wilksch (vanaf 5/8) · Wirtgen · Zijlaard
Bohli · Brenner · Brun · Charrin · Dainese · de Kleijn · J. Eriksson · L. Eriksson · Froidevaux · Heming · Kamp · Kelemen · Kluckers · Kolze Changizi · Krieger · Mayrhofer · Pellaud · Pluimers · Reichenbach · Rondel (vanaf 20/7) · Storer · Stork · Suter · Thalmann · Trentin · Voisard · Wilksch · Wirtgen · Zijlaard